# Boca do Acre
Boca do Acre este un oraș în unitatea federativă Amazonas (AM) din Brazilia.
1. ↑   https://data.iana.org/time-zones/tzdb-2021e/southamerica Lipsește sau este vid: |title= (ajutor)